# ヴァンダービルト家
ヴァンダービルト家（英: Vanderbilt family）は、アメリカ合衆国で19世紀前半に社会的に有名となった鉄道王の一族である。
一家の財産は海運業と鉄道事業の有力者コーネリアス・ヴァンダービルトによって築かれ、最終的に様々な産業に手を広げ、20世紀には慈善事業も行なうようになった。コーネリアスの息子で後継者のウィリアム・ヘンリー・ヴァンダービルトは財産を増やし、1877年に亡くなるまで世界一裕福であった。彼の子孫はニューヨーク、ロードアイランド州ニューポート、ノースカロライナ州アシュビル、バーモント州、マサチューセッツ州レノックスなど様々な場所に邸宅を建てた。しかし彼らの栄光は20世紀終盤になると終息していった。
5番街にあった彼らの邸宅のほとんどは取り壊され、その他の邸宅は売却されたり博物館となったりした。しかし結果的に歴史上7番目に裕福な一族となった。この姓は元々オランダからきている。
現在子孫はアメリカ合衆国東海岸やイギリスに住んでいる。

## 歴史
一族の栄光はニューヨーク州のスタテンアイランドの下流家庭の9人兄弟の4番目のコーネリアス・ヴァンダービルト(1794年 - 1877年)から始まった。彼の高祖父の父ジャン・アートソン(1620年 - 1705年)は1650年、年季奉公としてニューネーデルラントのオランダ植民地に来た、オランダユトレヒト州デ・ビルトの村出身の農民であった。村の名前は『ヴァンダー』(オランダ語で「から来た」)が加えられて『ヴァンダービルト』(ビルトから来た)となり、ニューアムステルダム(現在のニューヨーク)がイギリスに引き渡された時、ヴァンダービルトの姓を名乗るようになった。一家はオランダ貴族ヴァン・ダー・ビルトと関連がある。
コーネリアスは11歳で学業から離れ、19世紀、海運業を起こし、鉄道王となり、世界で最も裕福な人物の一人となった。
一家は1875年頃植民されたミシガン州コーウィズ・タウンシップを所有。1880年、ミシガン・セントラル鉄道を所有していた時、ミシガン州ヴァンダービルトという村ができた。コーネリアスは常に質素な家に住んでいたのだが、家族たちはその富を利用して豪華な大邸宅を建てようとした。1877年の彼の死の直前、テネシー州ナッシュビルにヴァンダービルト大学を建てるために100万ドルを寄付。2011年のレートで換算すると1億4,900万ドル相当である。
家族たちはアメリカのビジネス界で豪商として名を馳せ、世界中の芸術家のパトロンとなり、まさに『金ぴか時代』を生きていた。
ルシタニアの沈没で亡くなったアルフレッド・グウィン・ヴァンダービルト(1877年 - 1915年)など、コーネリアスの孫やひ孫の何人かは起業家として多方面で成功した。アルフレッドの次男のアルフレッド・グウィン・ヴァンダービルト2世（1912年 - 1999年）は馬のブリーダーとなり競馬界の重鎮となった。ハロルド・スターリング・ヴァンダービルト（1884年 - 1970年）はヨット・レースのアメリカスカップで3度優勝するなどスポーツ界で有名となる。ハロルドの兄のウィリアム・キッサム・ヴァンダービルト2世（1878年 - 1944年）は自動車競技のヴァンダービルト杯を創設。コーネリアス・ヴァンダービルト4世(1898年 - 1974年)は熟練した作家、新聞社創設者、映画プロデューサーであった。
コーネリアスは南北戦争で北軍に蒸気機関車SSヴァンダービルトを寄付したことで政府から金メダルを受賞したことがある。このメダルはヴァンダービルト家のシンボルとして受け継がれている。
1855年、准将コーネリアス・ヴァンダービルトはスタテンアイランドのニュー・ドロップの墓地とモラヴィア教会に8.5エーカー(34,000 m²)の土地を寄付。後に息子のウィリアム・ヘンリー・ヴァンダービルトはさらに4エーカー(16,000 m²)の土地を寄付した。モラヴィア墓地のこの区画の一部はヴァンダービルト家のために保持され、ヴァンダービルト家の幾人かはこの霊廟に埋葬されている。この霊廟は1885年、建築家のリチャード・モリス・ハントにより再設計された。
著名な経済学者のジョン・ケネス・ガルブレイスはヴァンダービルト家のうちの何人かは富を得る才能があり、巨額の寄付をしたりしていたが、それは自己満足の一環であっただろうと語った。
ガルブレイスの見解を裏付けるようにコーネリアス没後たった48年間で直系の子孫の1人は貧困のために亡くなった。コーネリアス没後から70年で、ニューヨーク5番街にあった最後の10軒の大邸宅は取り壊された。1973年、ヴァンダービルト大学にて第一回親族会が行なわれた。
マールバラ公やセーチェーニ・イシュトヴァーン伯爵のようなヨーロッパの貴族と婚姻関係を結ぶことがあった。
ヴァンダービルト家の現在の名残はヴァンダービルト大学、マンハッタンのミッドタウンのヴァンダービルト家によって建てられたグランド・セントラル駅そばのヴァンダービルト通りなど。現在のヴァンダービルト家の子孫はルーマニア人、オランダ人とルーマニア人の混血である。今でも世界で7番目に裕福な家系のままである。

## 家族関係

### 初代コーネリアスとその子供たち
- コーネリアス・ヴァンダービルト (1794–1877)
  - フェブ・ジェーン・ヴァンダービルト (1814–1878)
  - エセリンダ・ヴァンダービルト (1817–1889)
  - エリザ・ヴァンダービルト(1819–1890)  - ジョージ・アーチャー・オスグッドと結婚。ニューヨーク市ブロンクス区ウッドロウン墓地に埋葬。
  - ウィリアム・ヘンリー・ヴァンダービルト (1821–1885) - 後述
  - エミリー・アルミラ・(ヴァンダービルト・)ソーン (1823–1896) - 後述
  - ソフィア・ジョンソン・(ヴァンダービルト・)トーランス (1825–1912)
  - マリア・ルイザ・(ヴァンダービルト・)クラーク・ニーヴェン (1827–1896)
  - フランセス・ラヴィニア・ヴァンダービルト (1828–1868)
  - コーネリアス・ジェレミー・ヴァンタービルト（en:Cornelius Jeremiah Vanderbilt)(1830–1882) - 自殺
  - ジョージ・ワシントン・ヴァンダービルト (1832–1836) - 夭折
  - メアリー・アリシア・(ヴァンダービルト・)ラバウ・バーガー (1834–1902)
  - キャサリン・ジュリエット・(ヴァンダービルト・)バーカー・ラファイエット (1836–1881)
  - ジョージ・ワシントン・ヴァンダービルト (1839–1864) - 南北戦争で戦死

### 初代の長男ウィリアム・ヘンリーとその子孫
（太字はウィリアム・ヘンリーの子）
- - ウィリアム・ヘンリー・ヴァンダービルト (1821–1885)
    - コーネリアス・ヴァンダービルト2世 (1843–1899)
      - ウィリアム・ヘンリー・ヴァンダービルト2世 (1870–1892) - 腸チフスにより22歳で死去[3]
      - コーネリアス・ヴァンダービルト3世 (1873–1942)
        - コーネリアス・ヴァンダービルト4世 (1898–1974)
        - グレース・ヴァンダービルト (1899–1964)

      - ガートルード・ヴァンダービルト・ホイットニー (1875–1942) - ホイットニー美術館創立者
        - フローラ・ペイン・ホイットニー (1897–1986)
        - コーネリアス・ヴァンダービルト・ホイットニー (1899–1992)

      - アルフレッド・グウィン・ヴァンダービルト (1877–1915) - ルシタニア号撃沈被害者
        - ウィリアム・ヘンリー・ヴァンダービルト3世 (1901–1981)
        - アルフレッド・グウィン・ヴァンダービルト2世 (1912–1999)
          - アルフレッド・グウィン・ヴァンダービルト3世 (1949 - )
            - ジェームズ・ヴァンダービルト (1975 - )

          - トラヴィス・マレー・ヴァンダービルト (1980 - )

        - ジョージ・ワシントン・ヴァンダービルト3世(en:George Washington Vanderbilt III )(1914–1961) - 47歳で投身自殺

      - レジナルド・クレイプール・ヴァンダービルト (1880–1925)
        - キャサリン・ヴァンダービルト (1904–1944)  - ３度結婚したが、40歳で病死[4]。グロリアとは異母姉妹。
        - グロリア・ヴァンダービルト (1924 - 2019) パスケイル(パット)ディシッコ (1941年結婚、1945年離婚)、レオポルド・ストコフスキー (1945年結婚、1955年離婚)、シドニー・ルメット (1956年結婚、1963年離婚)、ワイアット・エモリー・クーパー (1963年結婚、1978年ワイアット・クーパー死亡)[5]。
          - レオポルド・スタニスラス・ストコフスキー (1950 - )
            - オーロラ・ストコフスキー (1983 - )
            - エイブラ・ストコフスキー (1985 - )
            - マイラス・ストコフスキー (1998 - )

          - クリストファー・ストコフスキー (1952 - )
          - カーター・ヴァンダービルト・クーパー (1965–1988) - 23歳で投身自殺
          - アンダーソン・クーパー (1967 - ) - ジャーナリスト

      - グラディス・ヴァンダービルト・セーチェーニ (1886–1965) - ハンガリー貴族セーチェーニ・ラースロー伯爵の妻
        - グラディス・セーチェニー(1913–1978)  - イングランド貴族フィッチ・ハットン・ウィンチルシー伯爵15世の妻
          - クリストファー・フィッチ・ハットン・ウィンチルシー伯爵16世(1936–1999) 
            - ダニエル・フィッチ・ハットン・ウィンチルシー伯爵17世 (1967 - )

    - マーガレット・ルイザ・ヴァンダービルト・シェパード (1845–1924)  - エリオット・フィッチ・シェパードの妻
      - アリス・ヴァンダービルト・モリス (1874–1950)
      - エリオット・シェパード (1876–1927) - 殺人犯

    - ウィリアム・キッサム・ヴァンダービルト (1849–1920)
      - コンスエロ・ヴァンダービルト (1877–1964) - イギリス貴族チャールズ・スペンサー＝チャーチル (第9代マールバラ公)の妻
        - ジョン・スペンサー＝チャーチル (第10代マールバラ公) (1897–1972)
          - サラ・コンスエロ・スペンサー＝チャーチル (1921–2000)
          - キャロライン・スペンサー＝チャーチル (1923–1992)
          - ジョン・ジョージ・ヴァンダービルト・スペンサー＝チャーチル(第11代マールバラ公) (1926 - 2014)
            - ジョン・デイヴィッド・アイヴァ・スペンサー＝チャーチル (サンダーランド伯) (1952–1955)
            - チャールズ・ジェームズ・スペンサー＝チャーチル (第12代マールバラ公) (1955 - )
              - ジョージ・スペンサー＝チャーチル (ブランドフォード侯)(en:George Spencer-Churchill, Marquess of Blandford) (1992 - )
              - アラミンタ・クレメンタイン・ミーガン・スペンサー＝チャーチル (2007 - )
              - キャスパー・サシャ・アイヴァ・スペンサー＝チャーチル (2008 - )

            - ヘンリエッタ・メアリー・スペンサー＝チャーチル (1958 - )
            - リチャード・スペンサー＝チャーチル (1973–1973)
            - エドワード・アルバート・チャールズ・スペンサー＝チャーチル (1974 - )
            - アレクサンドラ・エリザベス・メアリー・スペンサー＝チャーチル (1977 - )

          - ローズマリー・ミルドレッド・スペンサー＝チャーチル(en:Lady Rosemary Spencer-Churchill) (1929 - ) - エリザベス2世の女官
          - チャールズ・ジョージ・ウィリアム・コリン・スペンサー＝チャーチル (1940-2016)
            - ルパート・ジョン・ハロルド・マーク・スペンサー＝チャーチル (1971 - )
            - ドミニク・アルバート・チャールズ・スペンサー＝チャーチル (1979 - )
            - アレキサンダー・デイヴィッド・スペンサー＝チャーチル (1983 - )

        - アイヴァ・スペンサー＝チャーチル (1898–1956)
          - ロバート・ウィリアム・チャールズ・スペンサー＝チャーチル (1954 - )
            - ジョン・ロバート・スペンサー＝チャーチル (1984 - )
            - アイヴァ・チャールズ・スペンサー＝チャーチル (1986 - )

      - ウィリアム・キッサム・ヴァンダービルト2世 (1878–1944)
        - ミュリエル・ヴァンダービルト (1902–1982)
        - コンスエロ・ヴァンダービルト・アール (1903–2011)

      - ハロルド・スターリング・ヴァンダービルト (1884–1970)

    - エミリー・ソーン・ヴァンダービルト (1850–1946)  - ウィリアム・ダグラス・スローン(en:William Douglas Sloane)、ヘンリー・ホワイト(en:Henry White)の妻
      - フローレンス・アデル・スローン (1873–1960)  - ジェイムス・バーデン（en:James A. Burden Jr.）の妻
        - ウィリアム・ダグラス・バーデン(en:William Douglas Burden) (1898–1978)
        - シェイラ・バーデン - ブレイク・ローレンスの妻
          - アデル・バーデン・ローレンス(1931–1991) - ルイス・オーチンクロス(en:Louis Auchincloss)の妻

      - エミリー・ヴァンダービルト・スローン (en:Emily Vanderbilt Sloane)(1874–1970) -  ジョン・ヘンリー・ハモンドの妻
        - アデル・ハモンド(1902–1998) -  ジョン・ケネス・オリファント、ジョン・エメリー（en:John J. Emery）の妻
          - ジョン・ヴァーノン・ビーヴァン・オリファント (1941 - ) 
            - ティモシー・オリファント (1968 - )

        - アリス・フランセス・ハモンド(1905–1978)  - アーサー・ダックワース（en:Arthur Duckworth）、ベニー・グッドマンの妻
        - ジョン・ハモンド (1910–1987)
          - ジョン・P・ハモンド (1942 - )

      - ライラ・ヴァンダービルト・スローン (1877–1934)  - ウィリアム・ブラッドハースト・オスグッド・フィールドの妻[6]
        - ウィリアム・オスグッド・フィールド (1904–1994)
        - フレデリック・ヴァンダービルト・フィールド（en:Frederick Vanderbilt Field） (1905–2000)
        - マジョリン・フィールド・ウィルド (1910–1997)
        - メアリー・オーガスタ・フィールド・ジャクソン (1911–2000)

      - ウィリアム・ダグラス・スローン (1884–1886) - 夭折
      - マルコム・ダグラス・スローン (1885–1924)

    - フローレンス・アデール・ヴァンダービルト (1854–1952)  - 1877年11月21日、ニューヨーク市にてハミルトン・マッコン・トンブリー（en:Hamilton McKown Twombly）と結婚。4子を授かる。
      - アリス・トンブリー (1879–1896)  - 社交界デビュー前夜、16歳で死去。
      - フローレンス・アデル・トンブリー(1881–1969)  - ウィリアム・A・M・バーデン（en:William A. M. Burden I）の妻
        - ウィリアム・A・M・バーデン2世（en:William A. M. Burden）(1906–1984) -  ニューヨーク近代美術館館長、ベルギー大使(1959–1961)。マーガレット・リヴィングストン・パートリッジと結婚[7]。
          - ウィリアム・A・M・バーデン3世 (1931–1962.2.27)  - レスリー・ハミルトン( - 1998.1.14)の夫[7]
            - ウィル・バーデン[7]
            - ウェンディ・バーデン (1955.12.18 - )  - 家族記『Dead End Gene Pool 』(2010)著者。コーネリアスの4番目のひ孫娘と、その娘の父親であり最初の夫、息子ウィリアム・ウォレン(愛称タイガー)[7]( - 1999.11.27)の父親であり2番目の夫について[8]
            - エドワード・バーデン

          - ロバート・バーデン(1934–1974)
          - ハミルトン・バーデン (1937–2015)
          - オードウェイ・バーデン (1944-)

        - シャーリー・カーター・バーデン（en:Shirley Burden）(1908–1989) – 『The Vanderbilts in My Life: A Personal Memoir』の著者[9]。著名な俳優ダグラス・フェアバンクスの姪で女優のフロベル・フェアバンクスと結婚。

      - ルース・トゥオンブリー(1884 - 1954.9)  - 未婚。家族によると飛びぬけて裕福であった。後年、母の忠実な友であった彼女は幾分冒険家で母の財産や広大な土地の管理をしていた。晩年はアルコール依存症で知られ、重度のアルコール依存症からくる肝硬変で亡くなった。
      - ハミルトン・M・トゥオンブリー2世 (1887–1906)  - 夏季のキャンプで指導員として勤務中、悲惨な事故により溺死。

    - フレデリック・ウィリアム・ヴァンダービルト(1856–1938) - 初代の五女ソフィアの娘と結婚したが子供なし
    - ライラ・オスグッド・ヴァンダービルト・ウェブ (1860–1936)  -  ウィリアム・セワード・ウェブ（en:William Seward Webb）の妻
      - フレデリカ・ヴァンダービルト・ウェブ (1882–1949)  - ラルフ・ピューリッツァー(en:Ralph Pulitzerラルフ・ピューリッツァーの妻
      - ジェイムス・ワトソン・ウェブen:James Watson Webb II) (1884–1960） - エレクトラ・ハヴメイヤー・ウェブ(en:Electra Havemeyer Webb)(1888–1960)と1910年2月に結婚[10]。5人子供がいる[11]。
        - エレクトラ・ウェブ・ボストウィック (1910-1982)  - ダンバー・W・ボストウィック(1908年頃 – 2006年1月)の妻
        - サミュエル・ウェブ (1912–1988)
        - ライラ・ヴァンダービルト・ウェブ(・ウィルマーディング)(1913–1961)  - ジョン・カリー・ウィルマーディング(1911–1965)の妻[12]。
          - ジョン・ウィルマーディング(en:John Wilmerding )(1938 - )  - アメリカ美術史家[12]

        - J・ワトソン・ウェブ2世(en:J. Watson Webb Jr. )(1916–2000)
        - ハリー・ウェブ (1922–1975)

    - ジョージ・ワシントン・ヴァンダービルト2世 (1862–1914)
      - コーネリア・ストイフェサント・ヴァンダービルト(en:Cornelia Stuyvesant Vanderbilt) (1900–1976)
        - ジョージ・ヘンリー・ヴァンダービルト・セシル(en:George Henry Vanderbilt Cecil) (1925-2020)
        - ウィリアム・アムハースト・ヴァンダービルト・セシル(en:William Amherst Vanderbilt Cecil )(1928-2017)

### 初代の四女エミリーとその子孫
- - エミリー・アルミラ・ヴァンダービルト (1823–1896)
    - ウィリアム・ナップ・ソーン(en:William Knapp Thorn) (1851–1911)
    - キャロライン・ソーン (1858–1949)  -  グスタフ・エドワード・キッセルの妻
      - ウィリアム・ソーン・キッセル (1885-1960) 	
        - アビー・ソーン・キッセル(1917–2005)
        - ウィリアム・ソーン・キッセル2世　(1920–2006) 
          - ウィリアム・ソーン・キッセル3世　(1944–1980)
          - マイケル・ケイス・キッセル(en:Michael Case Kissel) (1948–2009) 
            - シエナ・ケイス・キッセル
            - ルーシー・エレーナ・キッセル
            - ロザリー・ソーン・キッセル

        - ピーター・フランシス・フリーマン・キッセル(1925–1987)

      - ドロシー・キッセル (1887-1974)
      - ジャネット・ソーン・キッセル (1889-1957)  -リチャード・ピーズ第2代準男爵(1890–1969)の妻
        - アーサー・ピーター・ピーズ (1918-1940)  - 戦死
        - アライン・ソーン・ピーズ (1919-2010)  - パトリック・クロード・ハネー、ケネス・ジェイムズ・ウィリアム・マッケイ第3代インチケープ伯爵、トーマス・チェンバーズ・ウィンザー・ローの妻
          - ケネス・ピーター・ライル・マッケイ第4代インチケープ伯爵(en:Peter Mackay, 4th Earl of Inchcape)(1943-)	
            - ファーガス・ジェイムス・ケネス・マッケイ(グレナップ子爵) (1979-)

          - ジェームズ・ジョナサン・ソーン・マッケイ(1947-)
          - オリエル・メラニー・ソーン・ロー(1956-)
          - パトリック・ルパート・ウィンザー・ロー(1960-)

        - リチャード・ピーズ第3代準男爵(en:Sir Richard Pease, 3rd Baronet) (1922-2021)  		
          - リチャード・ピーター・ピーズ(en:Richard Peter Pease) (1958-)
          - ニコラ・ピーズ(en:Nichola Pease) (1961-)

        - デリック・アリックス・ピーズ (1927-1998)
          - ジョナサン・ピーズ(en:Jonathan Pease)(1952-)

      - ルイーズ・バーリング・キッセル (1892-1968)